# Стоунгејт (Колорадо)
Стоунгејт (енгл. Stonegate) насељено је место без административног статуса у америчкој савезној држави Колорадо.

## Демографија
По попису из 2010. године број становника је 8.962, што је 2.678 (42,6%) становника више него 2000. године.
| Група             | 2000.         | 2010.         |
| Белци             | 5.654 (90,0%) | 7.772 (86,7%) |
| Афроамериканци    | 60 (1,0%)     | 72 (0,8%)     |
| Азијати           | 164 (2,6%)    | 270 (3,0%)    |
| Хиспаноамериканци | 273 (4,3%)    | 676 (7,5%)    |
| Укупно            | 6.284         | 8.962         |